# Acido tridecanoico
L'acido tridecanoico è un acido grasso saturo composto da 13 atomi di carbonio, notazione delta: 13:0 e formula di struttura: CH3-(CH2)11-COOH.
Come la maggior parte degli acidi grassi a catena con un numero dispari di atomi carbonio, l'acido tridecanoico si presenta più raramente in natura.
L'acido tridecanoico rappresenta quasi il 90% degli acidi grassi nei semi della pianta australiana Stackhousia tryonii .
Varie analisi, con scarse conferme, lo hanno rilevato in alcuni semi vegetali: Crotalaria juncea (≈6,7%), Pterocarpus marsupium (≈1,3%), Sophora tomentosa (≈1%) Cucumis sativus (≈2,3%), Sechium edule (≈1,3%) e negli oli vegetali di altre piante a concentrazioni tipicamente inferiori allo 0,7%.
È inoltre presente nei prodotti lattiero-caseari e anche come prodotto della biodegradazione anaerobica dell'n-esadecano. ed è stato trovato in alcune specie di acqua dolce di cianobatteri.
L'acido tridecanoico può essere prodotto ossidando l'1-tetradecene con permanganato di potassio.